# Laranda
Laranda is een geslacht van rechtvleugeligen uit de familie krekels (Gryllidae). De wetenschappelijke naam van dit geslacht is voor het eerst geldig gepubliceerd in 1869 door Francis Walker.

## Soorten
Het geslacht Laranda omvat de volgende soorten:
- Laranda annulata Bolívar, 1890
- Laranda castanea Desutter-Grandcolas, 1994
- Laranda major Desutter-Grandcolas, 1994
- Laranda meridionalis Desutter-Grandcolas, 1994
- Laranda rogenhoferi Saussure, 1878
- Laranda singularis Desutter-Grandcolas, 1994
- Laranda tibialis Walker, 1869
- Laranda uai Mews, 2008